# Sonallah Ibrahim
Sonallah Ibrahim (en árabe صنع الله إبراهيم El Cairo, 1937-El Cairo, 13 de agosto de 2025) fue un escritor egipcio de novela y relato perteneciente a la llamada “Generación de los sesenta”.
Se caracteriza por su ideología de izquierdas, plasmada en su obra literaria. Sus novelas, especialmente las más tardías, incorporan numerosos fragmentos de artículos de periódicos, revistas y otras fuentes con la intención de mostrar al público la verdadera realidad política y social. Debido a su ideología, fue encarcelado en 1960. Las impresiones de aquella época y el sentimiento posterior de deshumanización fueron plasmados en su novela corta Ese olor (تلك الرائحة), una de las primeras novelas de la literatura egipcia con tintes modernistas. Su último libro, Memoirs of the Oasis Prison, trata sobre el mismo tema.
Fiel a su ideología, en 2004 Ibrahim rechazó el premio al novelista del año concedido por el gobierno egipcio y dotado con 100.000 libras egipcias. En los últimos años ha participado en las protestas ciudadanas de la Primavera Árabe que han puesto fin al régimen de Mubarak.

## Vida
Sonallah Ibrahim nació en El Cairo en 1938. Su padre era un funcionario burgués, y su madre, de origen humilde, había trabajado para él como enfermera de su primera mujer. Ibrahim accedió a la Universidad de El Cairo en 1952 para estudiar Derecho. Allí se unió a Movimiento Democrático Marxista para la Liberación Nacional. A pesar del apoyo de este grupo al golpe de Estado de Nasser, a finales de los años 50 el dictador comenzó a perseguir el comunismo. Ibrahim, arrestado en 1959, fue condenado a siete años de prisión por un tribunal militar. Fue liberado en 1964 cuando Jrushchov visitó Egipto con motivo de la inauguración de la presa de Asuán.

## Estilo
Sus novelas suelen estar narradas en primera persona, con un tono objetivo que imita al estilo periodístico y pretende expresar la realidad. El tema principal de su obra es la importancia de oponer resistencia a la influencia de los grandes poderosos, que tratan de invadir económicamente el Tercer Mundo a través de grandes multinacionales. Por ejemplo, Sharaf (“Honor”) retrata la intromisión de la política norteamericana en Egipto e incluye largos pasajes en los que critica a las grandes empresas farmacéuticas y sus políticas en los países del Tercer Mundo.
Pero su preocupación no se limita a la situación de Egipto, ya que en Beirut, Beirut da una perspectiva de la guerra civil del Líbano en los años 70 y 80, y en Warda revela un episodio desconocido de las actividades de los movimientos comunistas e izquierdistas en Yemen y Omán en los 60 y los 70.
El título de una de sus últimas novelas es Amricanly, que significa “a la manera americana”, pero también es una parodia de la palabra Othmanly, relacionada con la época oscura en la que Turquía tomó el control de Egipto. Además, la palabra Amricanly es casi una transcripción de la frase “mis asuntos eran míos” en árabe.
Su novela El comité es a menudo calificada de kafkiana, ya que su protagonista desea ingresar en un oscuro organismo y se ve sometido una y otra vez a investigaciones sobre su pasado. Sonallah utiliza este personaje para expresar observaciones políticas en forma de discursos ante el comité.
Muchas obras de Ibrahim muestran cómo la repetición, la rutina y la atenta observación de los detalles pueden utilizarse para profundizar en temas como la inocencia en la infancia, el hastío y la frustración sexual. En Sigilo (التلصص) el narrador cuenta sus recuerdos de la infancia en la época en que vivía junto a su padre en un modesto apartamento. Al describir cada parte de acciones tan mundanas, como colgar un abrigo o cocinar  unos huevos, el narrador transmite la curiosidad de la infancia y la inocencia respecto al mundo de adultos que le rodea. En Hielo (الجليد), a través de repeticiones de actos íntimos narrados con la misma precisión atomista, refleja el hastío del narrador y su frustración con la vida de estudiante en la Unión Soviética.

## Obras

### Obras del autor traducidas al español
- Ese olor (1966). Traducida por Antonio Galán. Próxima publicación en mayo de 2014 en Libros de la Ballena.
- El comité. Publicada en 1991 en Libertarias.
- A escondidas. Publicada en 2013 por Ediciones del Oriente y del Mediterráneo.

### Obras no traducidas
- The Star of August (نجمة أغسطس)
- Beirut, Beirut (بيروت بيروت)
- Self (ذات)
- Honor (شرف)
- Rose(وردة)
- Amricanly (أمريكانلى)
- Memoirs of the Oasis prison (مذكرات سجن الواحات)
- Cairo from Edge to Edge, a portrait of Cairo with photographer Jean Pierre Ribiere
- Stealth (التلصص)
- The Turban and the Cap (العمامة والقبعة)
- Ice (الجليد)